# Compsolechia abolitella
Compsolechia abolitella är en fjärilsart som beskrevs av Walker 1864. Compsolechia abolitella ingår i släktet Compsolechia och familjen stävmalar. Inga underarter finns listade i Catalogue of Life.